# Фитогемагглютинин
Фитогемагглютинин (ФГА, PHA) — белок-лектин растительного происхождения, или легумин, получаемый из красной обыкновенной фасоли Phaseolus vulgaris. ФГА включает два белка: лейкоагглютинин L-ФГА (PHA-L), агглютинирующий лейкоциты, и R-ФГА (PHA-E), агглютинирующий эритроциты. Фитогемагглютинин специфически связывает сложные олигосахариды, содержащие остатки галактозы, N-ацетилглюкозамина и маннозы. Открыт американским учёным-онкологом Питером Ноуэллом в 1960 году.

## Распространение в природе
ФГА находится в  высоких концентрациях в сырой красной и белой фасоли и в меньших количествах во многих других видах зелёной фасоли, в фасоли обыкновенной, а также в бобах садовых.

## Биологическая активность
ФГА обладает рядом физиологических эффектов, которые применяются с медицинскими целями. В высоких дозах ФГА вызывает токсические эффекты.
Этот лектин имеет несколько эффектов на клеточный метаболизм. Он индуцирует митоз и влияет на клеточную мембрану, повышая белковый транспорт и проницаемость мембраны для белков. Агглютинирует большинство эритроцитов млекопитающих не зависимо от их группы крови.

## Токсичность
ФГА может вызывать отравление человека и животных с монокамерным желудком при потреблении сырой или недостаточно приготовленной фасоли. Безопасный уровень ФГА достигается при правильном приготовлении бобов (30 мин при 100 °C). Недостаточное кипячение (например, медленная варка при 75 °C) может не полностью разрушить токсин. Кроме ФГА бобы содержат ингибитор альфа-амилазы, но в количествах, которые не влияют на переваривание крахмала после потребления бобов.
Отравление может наступить после потребления лишь нескольких сырых фасолин (от 5 плодов). Симптомы отравления появляются в течение 3 часов и проявляются в тошноте, затем рвоте и диарее. Симптомы обычно проходят через 4-5 часов, как правило, без необходимости в медицинской помощи.

## В медицине
В медицине белки ФГА применяются как митоген для стимуляции пролиферации T-лимфоцитов и активации латентного вируса HIV-1 в лимфоцитах периферичской крови человека. В нейронауках L-ФГА используется при антероградной трассировке, поскольку L-ФГА может интернализоваться клеткой и переноситься через синапс в следующую клетку и, таким образом, помогать отслеживать путь аксональных проекций и связи, через которые проходит нервный импульс от источника, расположенного в перикарионе, через пресинаптическую часть нейрона в эфферентном аксоне до окончания на эфферентном синапсе, который обеспечивает передачу сигнала на следующий нейрон.
Лимфоциты, растущие с ФГА, могут использоваться для анализа кариотипа. Стимуляция лимфоцитов периферической крови под действием ФГА является классической моделью перехода клетки из покоящейся фазы G0 клеточного цикла в фазу G1 и последующие S-, G2- и M-фазы.